# Tlaltetela, Ixhuacán de los Reyes
Tlaltetela är en ort i Mexiko.   Den ligger i kommunen Ixhuacán de los Reyes och delstaten Veracruz, i den sydöstra delen av landet, 220 km öster om huvudstaden Mexico City. Tlaltetela ligger 1 453 meter över havet och antalet invånare är 159.
Terrängen runt Tlaltetela är kuperad norrut, men söderut är den bergig. Runt Tlaltetela är det tätbefolkat, med 266 invånare per kvadratkilometer. Närmaste större samhälle är Coatepec, 17,3 km nordost om Tlaltetela. I omgivningarna runt Tlaltetela växer i huvudsak blandskog.